# Hada persa
Hada persa là một loài bướm đêm trong họ Noctuidae.